# 于皮亚
于皮亚（法語：Llupia，法語發音：[jypja] ⓘ）是法国东比利牛斯省的一个市镇，属于佩皮尼昂区。

## 地理
于皮亚（42°37'16"N, 2°46'9"E）面积6.88 平方千米，位于法国奧克西塔尼大區东比利牛斯省，该省份为法国大陆部分最南部的省份，涵盖了北加泰罗尼亚，北起奥德省，西接阿列日省和安道尔，南与西班牙接壤，东临地中海。
与于皮亚接壤的市镇（或旧市镇、城区）包括：蒂尔、蓬泰亚、特鲁亚斯、泰拉茨。

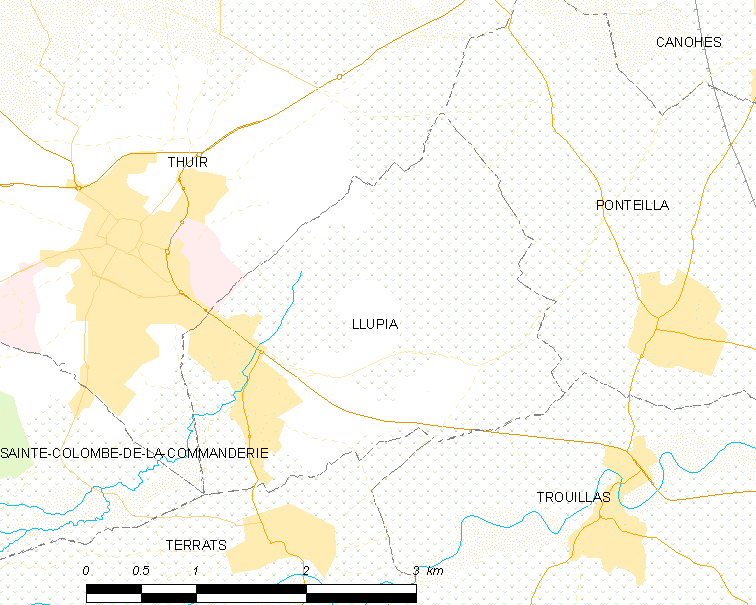
于皮亚的OSM定位图

于皮亚的时区为UTC+01:00、UTC+02:00（夏令时）。

## 行政
于皮亚的邮政编码为66300，INSEE市镇编码为66101。

## 政治
于皮亚所属的省级选区为莱萨斯普尔县。

## 人口

1962-2008年间于皮亚人口变化图示

于皮亚于2022年1月1日时的人口数量为2169人。